# Абри-Кампу
Абри-Кампу (порт. Abre Campo) — муниципалитет в Бразилии, входит в штат Минас-Жерайс. Составная часть мезорегиона Зона-да-Мата. Входит в экономико-статистический микрорегион Маньюасу. Население составляет 13 313 человек на 2006 год. Занимает площадь 471,055 км². Плотность населения — 28,3 чел./км².

## История
Город основан 27 июля 1889 года. 

## Статистика
- Валовой внутренний продукт на 2003 год составляет 46 193 587,00 реалов (данные: Бразильский институт географии и статистики).
- Валовой внутренний продукт на душу населения на 2003 год составляет 3465,65 реалов (данные: Бразильский институт географии и статистики).
- Индекс развития человеческого потенциала на 2000 год составляет 0,719 (данные: Программа развития ООН).